# Эспанья, Рубио
Рубио Сесар Эспанья Альварес (исп. Rubio César España Álvarez; род. 11 января 2004, Санта-Крус-де-Момпос, Боливар) — колумбийский футболист, вингер клуба «Энвигадо».

## Клубная карьера
Эспанья — воспитанник клуба «Энвигадо». 21 сентября 22022 года в матче против «Онсе Кальдас» он дебютировал во Кубке Мустанга. 29 октября в поединке против «Депортес Толима» Рубио забил свой первый гол за «Энвигадо». 